# The Evidence of the Film

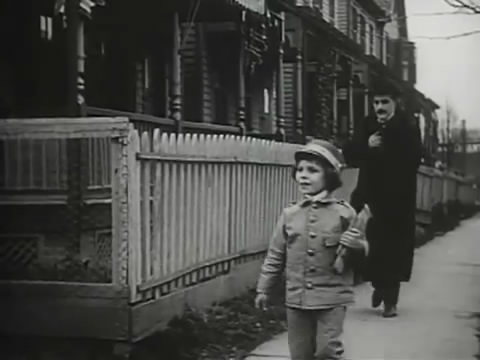
Marie Eline suivie par William Garwood.

Pour plus de détails, voir Fiche technique et Distribution.
The Evidence of the Film est un film muet américain réalisé par Lawrence Marston et Edwin Thanhouser, sorti en 1913.

## Synopsis
Un petit messager pour un studio de cinéma est accusé à tort d'avoir volé des obligations d'une valeur de 20 000 $. Il est sauvé par sa sœur, monteuse au studio.

## Fiche technique
- Titre : The Evidence of the Film
- Producteur : Edwin Thanhouser
- Société de production : Thanhouser Company
- Format : Noir et blanc
- Pays d'origine : États-Unis
- Genre : Film policier
- Durée : 15 minutes
- Date de sortie : 10 janvier 1913

## Distribution
- William Garwood : le courtier malhonnête
- Marie Eline : le petit messager
- Riley Chamberlin : greffier
- Florence La Badie : la sœur du petit messager, monteuse

## Autour du film
Ce film a été retrouvé en 1999 et a été sélectionné en 2001 par le National Film Registry pour son « importance culturelle, historique ou esthétique ».